# Телеки (вулкан)
Телеки (англ. Teleki) — вулканический конус вулкана Барриер. Располагается в северной части Кении, у южной оконечности озера Рудольф (Туркана). Его высота составляет 646 метров. Последнее извержение, по оценкам учёных, произошло в 1921 году. В кратере и у его склонов расположены маленькие озёра.
Вулкан назван в честь венгерского путешественника Самуэля Телеки, открывшего его в 1888 году вместе с австрийским путешественником Людвигом фон Хёнелем.